# Superbike-VM 1997
Superbike-VM 1997 kördes över 12 omgångar och 24 heat. Amerikanske tidigare 250GP-världsmästaren John Kocinski blev under sitt andra år i Superbike-VM mästare för Honda och återvände sen till GP-racing. Carl Fogarty på Ducati tog silvret, medan Kocinskis teamkamrat Aaron Slight tog bronset.

## Delsegrare
| Bana           | Vinnare             | Märke    | Vinnare             | Märke    |
| -------------- | ------------------- | -------- | ------------------- | -------- |
| Phillip Island | John Kocinski       | Honda    | Aaron Slight        | Honda    |
| Misano         | Pierfrancesco Chili | Ducati   | John Kocinski       | Honda    |
| Donington Park | Aaron Slight        | Honda    | Carl Fogarty        | Ducati   |
| Hockenheim     | Aaron Slight        | Honda    | Carl Fogarty        | Ducati   |
| Monza          | John Kocinski       | Honda    | Pierfrancesco Chili | Ducati   |
| Laguna Seca    | John Kocinski       | Honda    | John Kocinski       | Honda    |
| Brands Hatch   | Pierfrancesco Chili | Ducati   | Carl Fogarty        | Ducati   |
| A1-Ring        | Carl Fogarty        | Ducati   | Akira Yanagawa      | Kawasaki |
| Assen          | John Kocinski       | Honda    | Carl Fogarty        | Ducati   |
| Albacete       | John Kocinski       | Honda    | John Kocinski       | Honda    |
| Sugo           | Akira Yanagawa      | Kawasaki | Noriyuki Haga       | Yamaha   |
| Sentul         | John Kocinski       | Honda    | Carl Fogarty        | Ducati   |

## Slutställning
| Plats | Förare               | Märke    | Poäng |
| ----- | -------------------- | -------- | ----- |
| 1     | John Kocinski        | Honda    | 417   |
| 2     | Carl Fogarty         | Ducati   | 358   |
| 3     | Aaron Slight         | Honda    | 343   |
| 4     | Akira Yanagawa       | Kawasaki | 247   |
| 5     | Simon Crafar         | Kawasaki | 234   |
| 6     | Scott Russell        | Yamaha   | 226   |
| 7     | Pierfrancesco Chili  | Ducati   | 209   |
| 8     | Jamie Whitham        | Suzuki   | 140   |
| 9     | Neil Hodgson         | Ducati   | 137   |
| 10    | Piergiorgio Bontempi | Kawasaki | 118   |